# Camouflage (gruppo musicale)
I Camouflage sono un gruppo musicale Synth pop tedesco composto da Marcus Meyn, Heiko Maile e Oliver Kreyssig.
Si formano nel 1983 sotto il nome di Licenced Technology. Dopo l'uscita dal gruppo di Martin Kähling, nel 1984, cambiano in Camouflage prendendo spunto dal titolo di un omonimo brano dei Yellow Magic Orchestra.
Al 1988 risale l'album di debutto, Voices and Images, notevolmente influenzato dallo stile dei Depeche Mode. Il singolo di apertura, The Great Commandment, raggiunse per 3 settimane la prima posizione della Billboard Number-one dance hits.
Negli anni seguenti non verrà ripetuto lo stesso exploit, passando ad un livello musicale commercialmente meno rilevante ma continuando comunque a pubblicare album periodicamente, avvalendosi delle collaborazioni di produttori e artisti di rilievo, come Dan Lacksman dei Telex e Volker Hinkel dei Fool's Garden, suonando in nord Europa, specialmente in Germania, Polonia e Russia, dove è presente gran parte degli appassionati del gruppo.

## Formazione

### Formazione attuale
- Heiko Maile - tastiere, sintetizzatori (1983 – presente)
- Marcus Meyn - voce (1983 – presente)
- Oliver Kreyssig - Batteria elettronica (1983 – 1990), (1999 – presente)

### Ex componenti
- Martin Kähling: (1983 – 1984)[3]

### Collaboratori dal vivo
- Jochen Schmalbach - batteria
- Volker Hinkel - chitarra

## Discografia

### Album in studio
- 1988 – Voices & Images
- 1989 – Methods of Silence
- 1991 – Meanwhile
- 1993 – Bodega Bohemia
- 1995 – Spice Crackers
- 2003 – Sensor
- 2006 – Relocated
- 2009 – Spice Crackers (Re-release)
- 2015 – Greyscale

### Raccolte
- 1997 – Best of - We Stroke The Flames
- 2001 – Rewind << Best of 85-97 (DVD e CD raccolta)
- 2007 – Archive #01 (raccolta inediti)

### Singoli
- 1987 – The Great Commandment
- 1988 – Strangers' Thoughts
- 1988 – Neighbours
- 1988 – That Smiling Face
- 1989 – Love Is A Shield
- 1989 – One Fine Day
- 1991 – Heaven (I Want You)
- 1991 – This Day / Handsome
- 1993 – Suspicious Love
- 1993 – Close
- 1993 – Jealousy
- 1995 – Bad News
- 1996 – X-Ray
- 1997 – Love Is A Shield '97
- 1999 – Thief
- 2001 – The Great Commandment 2.0
- 2003 – Me And You
- 2003 – I Can't Feel You
- 2003 – Perfect[4]
- 2006 – Motif Sky
- 2006 – Something wrong
- 2006 – The Pleasure Remains

## Videografia
- 1991 – Images
- 2001 – Rewind << Best of 85-97 (DVD e CD raccolta)
- 2009 – Live in Dresden (2 DVD, Live e Video clips, e 1 CD raccolta)